# District de Xinqiu
Le district de Xinqiu (新邱区 ; pinyin : Xīnqiū Qū) est une subdivision administrative de la province du Liaoning en Chine. Il est placé sous la juridiction de la ville-préfecture de Fuxin.